# Turaco-de-schalow
O turaco-de-schalow (Tauraco schalowi) é uma espécie de ave da família Musophagidae.
Pode ser encontrada nos seguintes países: Angola, Botswana, República Democrática do Congo, Quénia, Malawi, Namíbia, Tanzânia, Zâmbia e Zimbabwe.